# اليكسي كيلموف
اليكسي كيلموف (بالروسية: Климов, Алексей Васильевич)‏ هو لاعب رماية روسي، ولد في 27 أغسطس 1975 في تومسك في روسيا.

## وصلات خارجية
- اليكسي كيلموف على موقع الاتحاد الدولي (الإنجليزية)
- اليكسي كيلموف على موقع أوليمبيديا (الإنجليزية)